# Daštaqar
Daštaqar (in armeno Դաշտաքար?, fino al 1968 Dashlu, conosciuto anche come Dashtakar e Dashtaqar) è un comune dell'Armenia di 682 abitanti (2008) della provincia di Ararat.